# جنیفر سایم
جنیفر سایم (انگلیسی: Jennifer Syme؛ ‏ ۷ دسامبر ۱۹۷۲ – ۲ آوریل ۲۰۰۱) بازیگر و دستیار تولید اهل ایالات متحده آمریکا بود.
از جمله آثار او می‌توان بازی در فیلم بزرگراه گمشده (۱۹۹۷) به کارگردانی دیوید لینچ اشاره کرد. وی همچنین در قسمت نخست از اتاق هتل (۱۹۹۳) دستیار تولید بود. فیلم الی پارکر (۲۰۰۵) نیز پس از مرگ او منتشر شد.
او به گفتهٔ مادرش از اختلال افسردگی عمده رنج می‌برد و در تاریخ ۲ آوریل ۲۰۰۱ میلادی، هنگامی که از یک مهمانی شبانه از منزل مریلین منسون بازمی‌گشت، با جیپ گرند چروکی خود و در حالت مستی و بدون آنکه کمربند ایمنی خود را بسته باشد، تصادف کرد و در دم کشته شد. جنیفر سایم در گورستان وست‌وود به‌خاک سپرده شد.
پس از این واقعه، دیوید لینچ فیلم جاده مالهالند خود را به احترامش به او تقدیم کرد.

## زندگی شخصی
در دسامبر سال ۱۹۹۹، جنیفر سایم، شریک زندگی کیانو ریوز، یک دختر مُرده به دنیا آورد که نام او را «آوا آرچر سایم ریوز» گذاشتند. بعد این اتفاق و فشارهای روحی ناشی از آن، مشکلاتی در روابط میان آنها پیش آمد و چند هفته بعد از هم جدا شدند.